# Drout
La Drout (en biélorusse : Друць ; en russe : Друть) est une rivière de Biélorussie et un affluent de la rive droite du Dniepr.

## Géographie
Elle prend sa source sur les hauteurs de Orcha, dans la chaîne biélorusse. Elle arrose les voblasts de Vitebsk, Vitebsk et Homiel.
La Drout est longue de 295 km et draine un bassin de 5 020 km2.

## Villes
Les villes de Talatchyn et Rahatchow sont arrosées par la Drout.

## Aménagements
Le réservoir de Tchihirine, sur la Drout, s'étend sur 21,1 km2.